# 羽後太田站
羽後太田站（日语：／ Ugo-Ōta eki */?）是位於秋田縣仙北市田澤湖角館東前鄉字折橋，秋田內陸縱貫鐵道的秋田內陸線車站。

## 歷史
- 1970年（昭和45年）11月1日 - 日本國有鐵道（國鐵）角館線車站啟用，當時車站位於仙北郡田澤湖村（日语：田沢湖町）[1]。
- 1986年（昭和61年）11月1日 - 秋田內陸縱貫鐵道接管阿仁合線，成為秋田內陸縱貫鐵道秋田內陸南線（在1989年改名為秋田內陸線）[2]。

## 構造
此站是地面車站，設有1面1線的單式月台。沒有車站大樓，在月台上設有候車處。

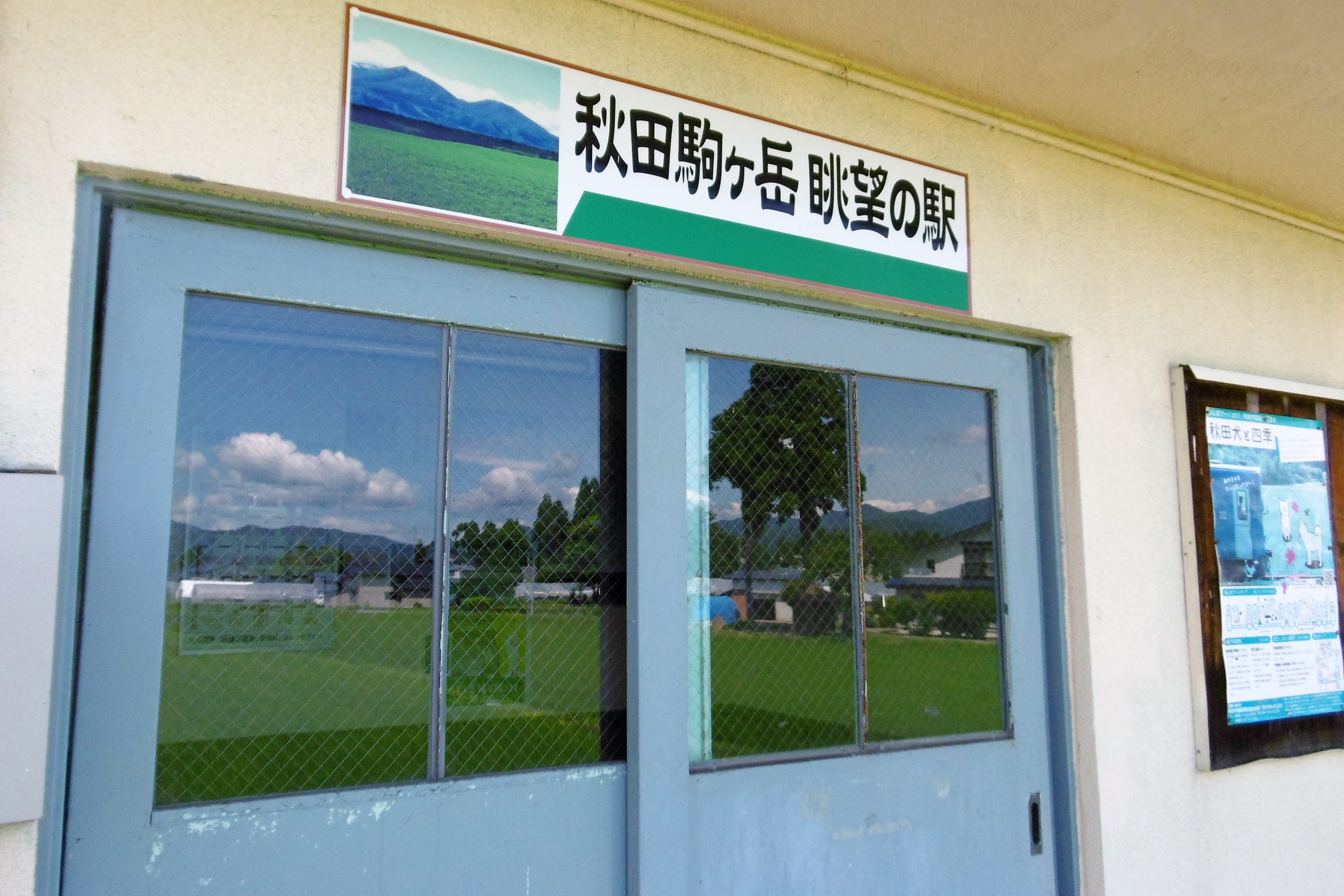
候車室入口(2017年7月)

## 使用狀況
| 1日上落車人次 | 1日上落車人次 |
| 年度          | 1日平均人次   |
| ------------- | ------------- |
| 2016年        | 2             |
| 2017年        | 1             |

## 周邊
車站西邊設有國道105號向南北兩方伸延。
- 檜木內川（日语：桧木内川）

## 相鄰車站
秋田內陸縱貫鐵道
■秋田內陸線
□快速（部分下行列車停站）、■普通
西明寺－羽後太田－角館

## 外部連結
- 路線圖（各站資訊） （页面存档备份，存于）（日語） - 秋田內陸縱貫鐵道